# Dammur, Hungund
Dammur là một làng thuộc tehsil Hungund, huyện Bagalkot, bang Karnataka, Ấn Độ.